# Jan Berteloot
Jan Berteloot (Roeselare, 9 oktober 1992) is een Belgische parazwemmer gespecialiseerd in de vlinderslag.

## Levensloop
Berteloot kwam in 2012 ten val tijdens zijn lerarenopleiding lichamelijke opvoeding na een sprong uit een trampoline.
In 2015 begon hij met G-zwemmen (Paralympische sport). Door een schouderartrodese zwemt hij met één arm.

### Heden
Jan zwemt momenteel met Classificatie S8, SB8, SM8.

## Trivia
- Ondanks het behalen van de limiettijden van het EK 2018 en 2020 nam hij er niet aan deel.
- Jan is de oudste zoon van muzikant Wim Berteloot.

## Persoonlijke records
(Bijgewerkt tot en met 25 juli 2021)
Kortebaan
| Afstand             | Tijd       | Datum        | Plaats       |
| ------------------- | ---------- | ------------ | ------------ |
| 50m vrije slag S8   | BR 34,28   | 24 juli 2021 | Kortrijk     |
| 50m vlinderslag S8  | BR 33,62   | 25 juli 2021 | Kortrijk     |
| 100m vlinderslag S8 | BR 1.34,38 | 22 mei 2016  | Sint-Niklaas |

Langebaan
| Afstand             | Tijd       | Datum            | Plaats    |
| ------------------- | ---------- | ---------------- | --------- |
| 100m schoolslag SB8 | BR 1.41,49 | 12 mei 2019      | Antwerpen |
| 50m vlinderslag S8  | BR 33,53   | 26 februari 2017 | Antwerpen |
| 100m vlinderslag S8 | BR 1.17,21 | 21 mei 2017      | Charleroi |